# Antoni Błaszczyński
Antoni Błaszczyński (ur. 11 czerwca 1886 w Lisewie, zm. 1 kwietnia 1964 w Prudniku) – polski doktor chirurgii stomatologicznej, polityk, działacz samorządowy i społeczny.

## Życiorys
Urodził się 11 czerwca 1886 roku w Lisewie na terenie Cesarstwa Niemieckiego. Studiował we Wrocławiu i Berlinie. Otrzymał tytuł doktora chirurgii stomatologicznej. W 1911 zamieszkał w Prudniku, w kamienicy Weidingerów na Rynku. W 1916 jego żona zmarła podczas porodu. Po I wojnie światowej zaangażował się w działalność polską na Śląsku. Została na niego wydana kara śmierci z powodu tego, że nie chciał zamieścić w lokalnej prasie ogłoszenia, w którym zadeklarowałby bycie Niemcem, jednak nigdy nie została wykonana. Był prześladowany przez Gestapo. Ożenił się ponownie w 1930.
Podczas II wojny światowej udzielał pomocy medycznej jeńcom znajdującym się na terenie Prudnika (m.in. kobietom pracującym w podobozie niemieckiego obozu koncentracyjnego w Auschwitz w zakładach włókienniczych po wojnie znanych jako Zakłady Przemysłu Bawełnianego „Frotex”). Podczas bitwy o Prudnik w 1945 do obozu przejściowego w Rudziczce, z którego później uciekł. Pracował przy zakładaniu cmentarza dla poległych podczas bitwy żołnierzy Armii Czerwonej przy ul. Moniuszki w Prudniku. 20 maja 1945 został pierwszym polskim burmistrzem miasta. Pełnił tę funkcję do grudnia tego samego roku, kiedy to burmistrzem został Franciszek Sowiński.

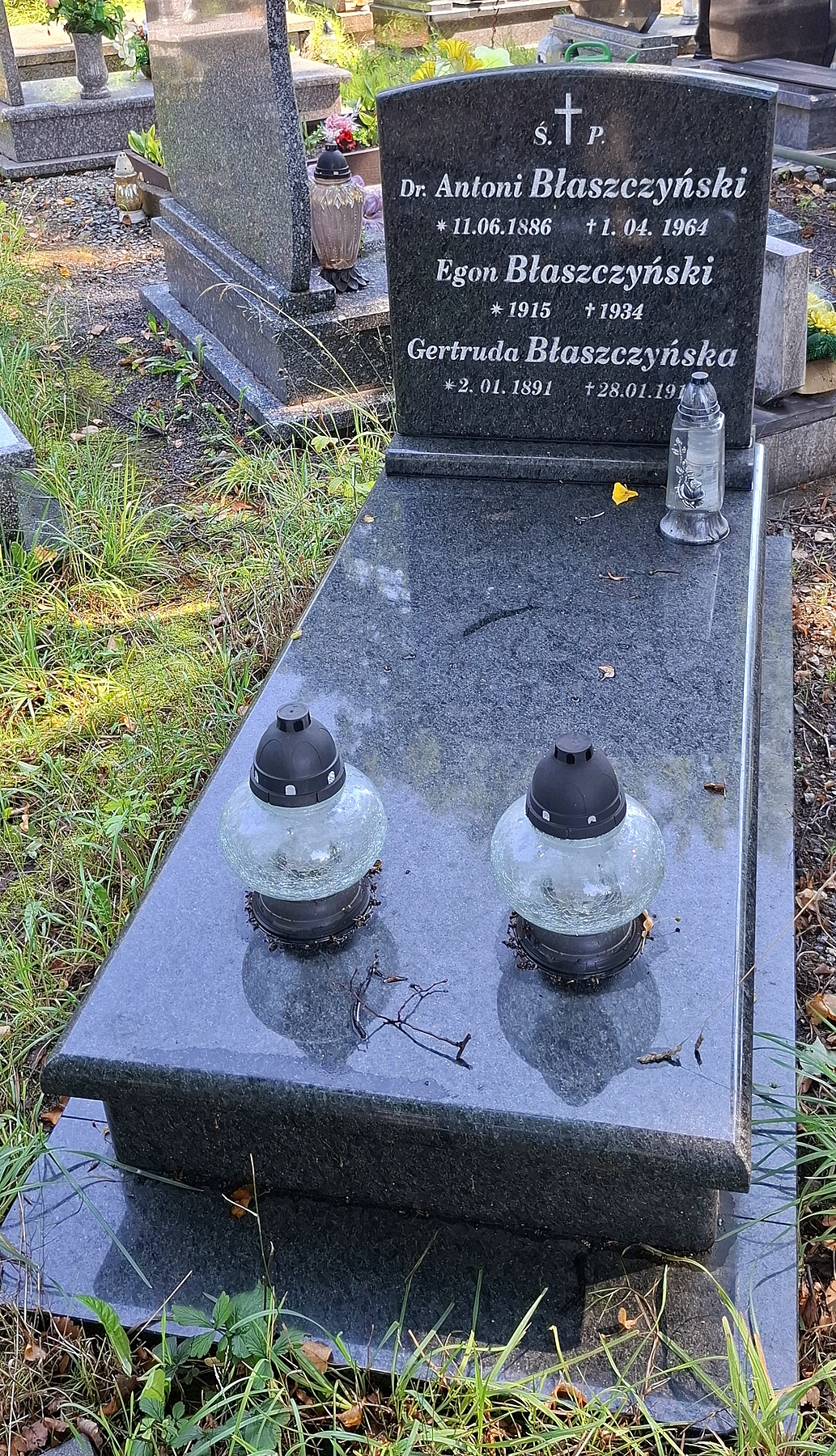
Grób Antoniego Błaszczyńskiego w Prudniku

W 1946 założył Koło Łowieckie Nr 1 „Borsuk” w Prudniku, a 10 maja 1959 został współzałożycielem Muzeum Regionalnego w Prudniku (obecnie Muzeum Ziemi Prudnickiej), któremu ofiarował wiele cennych eksponatów. Był także wieloletnim radnym Rady Miejskiej w Prudniku. Zmarł 1 kwietnia 1964 w Prudniku. Został pochowany na cmentarzu komunalnym w Prudniku.
13 lipca 1954 roku został odznaczony Złotym Krzyżem Zasługi.